# Buitenboordmotor

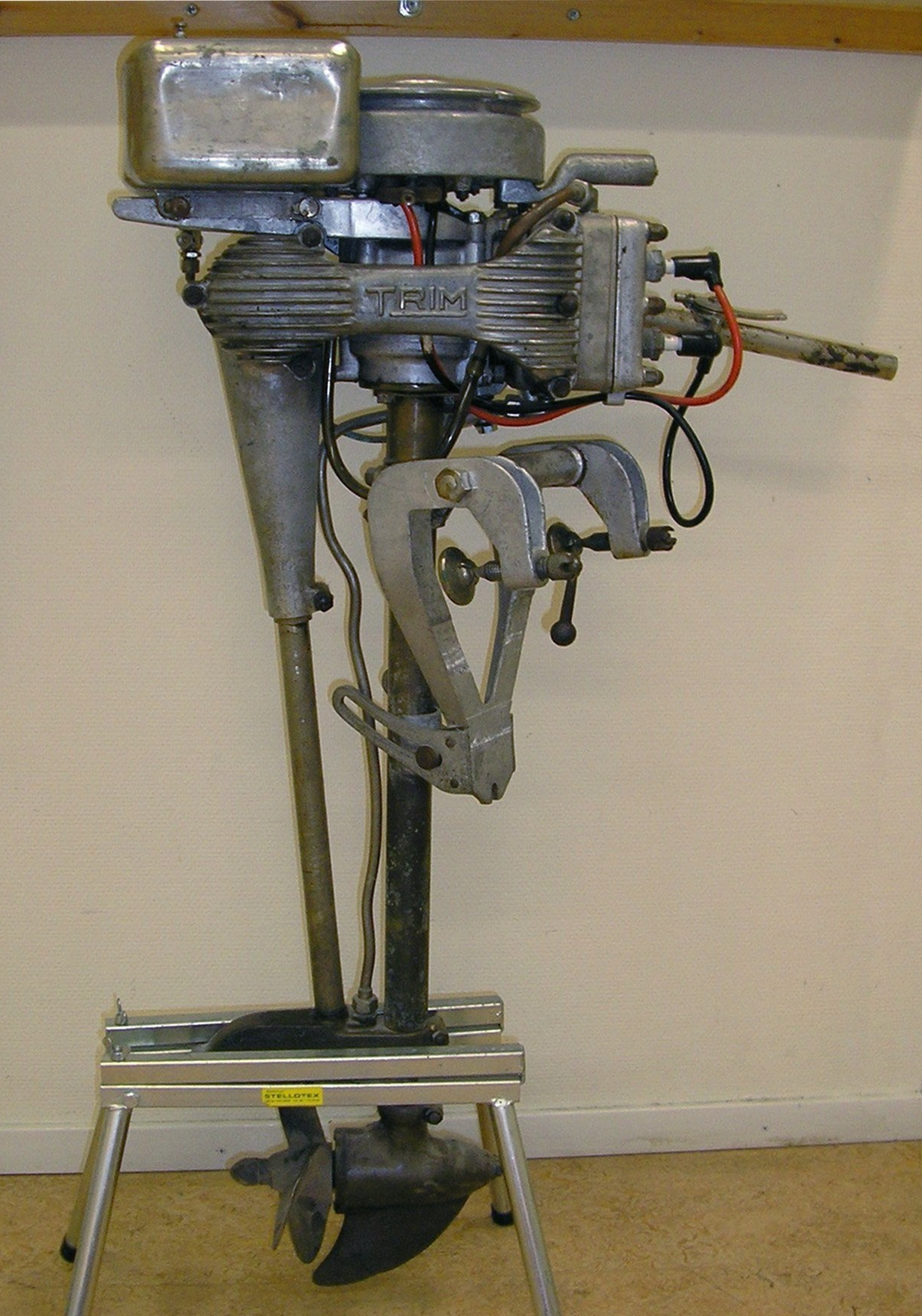
Bolinders tweecilinder-Trim-buitenboordmotor

Een buitenboordmotor is een motor die aan de achterzijde (de spiegel) van een boot is bevestigd en dient om de boot voort te stuwen.
De motor kan niet alleen voor de voortstuwing zorgen, maar dient meestal ook als roer. Hiertoe is de motor draaibaar aan de boot opgehangen.

## Typen motoren
Het meest gebruikte type buitenboordmotor is de verbrandingsmotor, in tweeslag- of vierslag-uitvoering. 
Hiernaast bestaan ook elektromotoren. Elektromotoren zijn milieuvriendelijker en stil. Ze zijn echter beter geschikt voor kleine boten die minder ver hoeven te varen, gezien het lagere vermogen van enkele pk's en de beperkte actieradius. Daarmee zijn ze bijvoorbeeld geschikt voor een vissersbootje of voor toepassing op een 'fluisterboot' in een natuurgebied.
Sinds 2010 zijn elektromotoren met meer vermogen tot ca. 20 pk beschikbaar. In 2020 is de Noorse Evoy met 150 pk in productie gegaan.

## Techniek
De motor is naast draaibaar, voor gebruik als roer, ook kantelbaar: hij kan naar boven geklapt worden, 'tilten', waardoor de schroef uit het water komt. Dit kan nodig zijn bij het aanleggen, als het water ondiep wordt of om de schroef vrij te maken van bijvoorbeeld wier, waterplanten of touw dat er tijdens het varen in zijn gekomen. Ook kan de motor op de aanhechting (bracket) aan de achterzijde (spiegel of bun) van het aan te drijven vaartuig 'getrimd' worden. Dit is om het vaartuig beter te laten glijden in het water. Indien de motor te ver naar voren is gekanteld dan zal bij het maken van snelheid de achterzijde in het water worden gedrukt waardoor geen snelheid kan worden gemaakt.
Kleine buitenboordmotoren van enkele pk's zijn relatief licht (rond de 20 kg) en zijn voldoende om bootjes van enkele meters lengte met enige snelheid door het water te bewegen, veel sneller dan geroeid zou kunnen worden. Deze motoren worden handmatig gestart met behulp van een startkoord. Er kan een stopkoord bevestigd zijn voor noodstop of indien de gebruiker in het ongerede raakt. Gas geven en sturen gaan met de gashendel die zich aan de motor bevindt. Ze hebben vaak een interne brandstoftank. Grotere buitenboordmotoren (enkele tientallen pk's of meer) worden elektrisch gestart en sturen gaat via een elders in de boot ingebouwd stuurwiel, dat mechanisch of hydraulisch de stand van de motor bepaalt, tevens zijn er op het stuurconsole dan ook vaak meters voor de oliedruk, het toerental en de temperatuur aanwezig. Vierslagmotoren zijn er in uitvoeringen van 2,3 pk tot 627 pk 6,1 liter V8, waarbij het tilten (de verticale beweging), ophalen van de motor ook elektrisch/hydraulisch geschiedt. Zo ook kan het trimmen hydraulisch geschieden. De zwaardere types worden soms in twee- drie of zelfs viervoud toegepast bij zgn. powerboats. De grootste motoren wegen enige honderden kilo's. Het gemak dat een buitenboordmotor geeft vergeleken bij een binnenboordmotor, is dat bij buitengebruikstellen de motor afgenomen kan worden voor opslag, met name in de winterperiode.
De buitenboordmotor wordt gekoeld met het omringende buitenboordswater, dat onder de trimvin net boven de schroef naar binnen wordt gezogen door een impeller, en daarmee is het koelsysteem veel eenvoudiger dan dat van automotoren omdat het koelmiddel direct voorhanden is. Er bestaan echter ook luchtgekoelde buitenboordmotoren, waarmee in modderige slootjes gevaren kan worden zonder dat het koelsysteem van de motor verstopt raakt.
Groot voordeel van de buitenboordmotor is ook dat hierbij een doorvoer van de schroef-aandrijfas doorheen de romp - en dus ook de afdichting ervan - vermeden wordt. Dit kan een extra voordeel zijn in ondiepe wateren, aangezien de schroefas zich doorgaans op het laagste punt van de boot bevindt.

## Geschiedenis
In mei 1880 vond Gustave Trouvé de eerste bekende buitenboordmotor uit, een piepklein elektrisch apparaat van 5 kilogram (11 pond) (Patent No. 136,560). Later, in 1896, produceerde American Motors Co. ongeveer 25 door benzine aangedreven buitenboordmotoren, maar geen van deze baanbrekende pogingen lijkt veel invloed te hebben gehad.
De Waterman buitenboordmotor lijkt de eerste algemeen toegankelijke buitenboordmotor met benzinemotor te zijn. Hij werd vanaf 1903 ontwikkeld en in 1905 werd octrooi aangevraagd. Vanaf 1906 produceerde de firma duizenden "Porto-Motor" eenheden, waarvan er tegen 1914 25.000 waren verkocht. De in Detroit gevestigde Caille Motor Company, die binnenboordmotoren voor boten maakte, was van essentieel belang bij de ontwikkeling van de cilinder en de motoren.
Ole Evinrude, een Noors-Amerikaanse uitvinder, bouwde de meest succesvolle vroege buitenboordmotor in 1909. Evinrude produceerde tussen 1909 en 1912 honderden buitenboordmotoren, en de driepk-motoren werden over de hele wereld op de markt gebracht. Zijn Evinrude Outboard Firm werd aan andere eigenaren verkocht, en hij werd nog succesvoller nadat hij het bedrijf ELTO had opgericht om een tweecilinder motor te fabriceren - ELTO stond voor Evinrude Light Twin Outboard. Met Evinrude, Johnson, ELTO, Atwater Lockwood, en tientallen andere fabrikanten in de sector, waren de jaren 1920 het aanvankelijke hoogtepunt voor de buitenboordmotor.
De meeste buitenboordmotoren zijn van oudsher tweetaktmotoren met carburateur, vanwege hun inherente eenvoud, duurzaamheid, lage kosten en geringe gewicht. Nadelen zijn de grotere verontreiniging door onverbrande brandstof en olie in de uitlaat, en het hogere geluidsniveau.

## Fabrikanten
- British Anzani
- British Seagull
- Briggs & Stratton
- Evinrude/Johnson
- Evoy (elektrisch)
- Halmarine Outboards
- Honda
- Mercury/Mariner
- Nissan
- Seagull
- Selva
- Suzuki
- Tohatsu
- Tomos
- Torqeedo (elektrisch)
- Yamaha Motor Corporation
- Parsun Outboards
- Volvo Penta
- Seven Marine (onderdeel van Volvo Penta)